# Manufacture des tabacs de Lyon
La manufacture des tabacs est une ancienne usine de tabacs, située dans le 8e arrondissement de Lyon, aujourd'hui réhabilitée en campus, propriété de l'université Jean-Moulin-Lyon-III. Elle est présente dans la liste des édifices labellisés "Architecture contemporaine remarquable" (ACR) qui a succédé en 2016 au label monuments du « Patrimoine du XXe siècle ».

## Histoire

### Un site historique
La Manufacture des Tabacs de Lyon est construite et succède à un ancien site militaire de défense historique : la Lunette des Hirondelles (ouvrage de défense militaire dont la construction commence en 1832, puis fabrique d'équipements militaires).
Le site militaire est abandonné à la suite d'un incendie et d'un manque d'entretien, puis sera réutilisé à partir de 1929 par la Manufacture des Tabacs.
On peut retrouver des traces de cet héritage militaire encore aujourd'hui sur l'actuel site universitaire. À l'angle de l'avenue des Frères Lumière et de la rue Professeur Rollet se trouve un bâtiment nommé "la lunette des hirondelles", construit pour recevoir les logements des techniciens d'astreintes ; nommé ainsi en hommage à cet ouvrage militaire.

### L'histoire industrielle
Par les décrets du 29 novembre 1810 et 12 janvier 1811, Napoléon 1er rétablit le monopole d'État sur la fabrication du tabac. Des Manufactures des Tabacs comme celle de Lyon sont alors construites dans plusieurs villes de France.

Manufacture des tabacs de Lyon, cours de Verdun, à Lyon, vue prise du quai Gailleton, vers 1937.

À Lyon, dès 1811, l'administration est amenée à développer une Manufacture des Tabacs dans le quartier de Perrache, à l'angle du cours du Midi (actuel cours de Verdun) et du quai Gailleton ; situé à l'emplacement de l'actuel lycée Récamier. Mais le site d'une superficie de 8000 m2 environ se révèle trop petit pour satisfaire les demandes de production de tabac, en hausse en raison de l'augmentation de sa consommation.
L'Administration des Manufactures de l'État entreprend donc son transfert vers un site plus étendu. Le 21 novembre 1899, est décidée la construction d'une nouvelle manufacture des tabacs.
À partir de 1900, un nouveau site est recherché et des études de projets pour la construction d'un nouveau bâtiment sont envisagées. En 1905, le quartier de Monplaisir est envisagé pour accueillir la nouvelle Manufacture et le terrain militaire de la Lunette des Hirondelles acquis. L'administration des manufactures de l'État décide d'acheter le bâtiment pour un ancien franc symbolique, comme il était coutume pour les transferts entre deux services de l'état. Mais c'est seulement en 1912 que débute la mise en chantier du nouvel ouvrage .
Ce projet d'installation d'une nouvelle manufacture des tabacs suscite néanmoins rapidement de nombreuses controverses.
L'ingénieur en chef honoraire des Manufactures d'État Adrien Mondiez (directeur de 1938 à 1957) et son administration chargent un ingénieur polytechnicien de la promotion de 1872, Joseph Clugnet de concevoir les bâtiments de la Manufacture des tabacs de Lyon à Monplaisir. Le projet était ambitieux, mais surtout très original. Par sa composition binaire (groupe nord et groupe sud), et par la réalisation d'une façade très colorée, le futur site se différenciait des autres manufactures françaises telles qu'à Issy-les-Moulineaux ou à Dijon.
Les travaux débutent en 1912. À l'origine, les travaux devaient durer 5 ans, mais ils furent interrompus lors de la Première Guerre mondiale, entre 1914 et 1918. Par ailleurs le terrain choisi était particulièrement difficile et contraignant. Cependant, à la suite d'une trop lente reprise des travaux et à de nombreuses carences, conséquences directes de la guerre, la Manufacture ne sera totalement terminée qu'en 1932. Elle est toutefois mise en service dès 1927. L'ancienne manufacture de Perrache continua d'être employée comme entrepôt jusqu'en 1932 puis fut vendue aux enchères, et démolie en 1938.

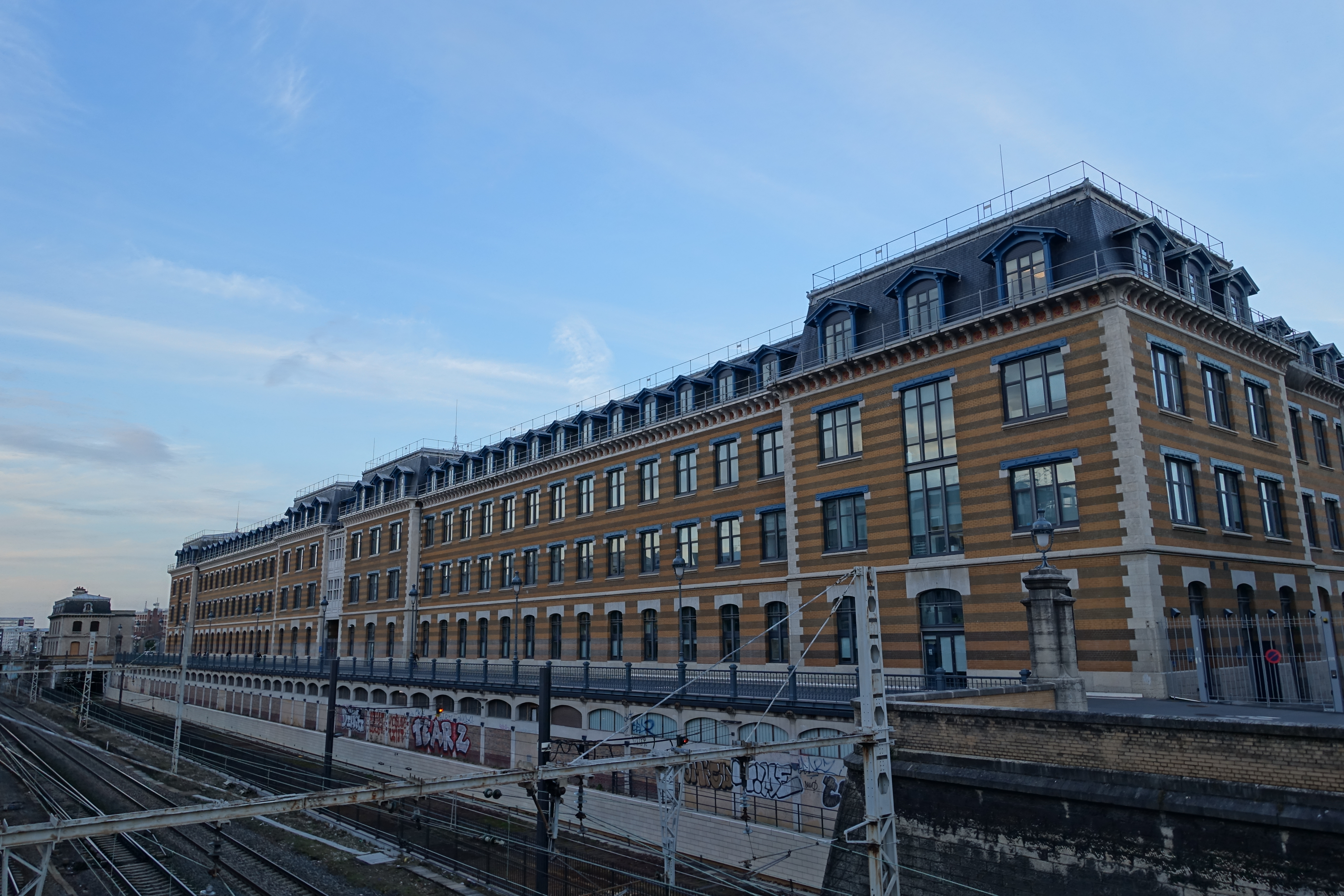
Façade ouest de la manufacture des tabacs de Lyon sur le boulevard des Tchécoslovaques à Monplaisir.

En 1979, un incendie oblige la reconstruction d'une partie des bâtiments.
L'activité industrielle de la manufacture fut intense. À son apogée, elle produisait plus de 7 millions de cigarettes chaque jour, dont les « troupes », tabac pour l'armée, et les « bleus », en raison de la couleur de l'emballage, à rouler. À l'époque, la transformation du tabac était un monopole d'État. La production de Gauloises et du tabac scaferlati étaient ses principaux pôles d'activité. Les ouvriers sortaient à 12 h et à 17 h. Pour expédier la marchandise, on utilisait la voie ferrée toute proche. Les dernières boites sont sorties en 1987.
Ses directeurs furent successivement André Viard (de 1928 a 1938), Adrien Mondiez (jusqu'en 1957), Roger Paquet (jusqu'en 1966) et Jean Ricadat (de septembre 1966 à août 1982). Le directeur des services administratifs puis inspecteur était de 1946 à 1974 André Girard.

### La réhabilitation de la Manufacture en campus universitaire
En 1987, la production de tabacs cesse, laissant le site disponible à d'autres usagers et à d'autres activités. C'est précisément à cette période que la Communauté urbaine de Lyon souhaite déployer ses sites universitaires, en les intégrant dans le centre-ville (projet « L'université dans la ville »). Dans cette logique, la ville de Lyon a alors, en juillet 1990, fait acquisition du site, au profit de l'université Jean-Moulin-Lyon-III. Plus de 50 000 m2 étaient utilisables, pouvant accueillir environ 14 000 étudiants. Les travaux débutent en 1992 et le bâtiment ouvre pour la première rentrée universitaire en 1993. Mais les travaux de réaménagement ne sont réellement terminés qu'en 2004.
Aujourd'hui, la Manufacture des Tabacs (qui a gardé son nom d'origine industrielle) accueille une partie des étudiants inscrits à l'université Jean-Moulin-Lyon-III, dont l'autre campus est situé sur le quai Claude Bernard, dans le 7e arrondissement de Lyon. Une bibliothèque universitaire, d'aspect contemporain, a été construite à l'intérieur du site. Elle met à disposition, sur quatre étages, une grande diversité d'ouvrages spécialisés (histoire et géographie, économie et gestion, langues, philosophie ou encore droit et sciences politiques).

## Art sur le campus

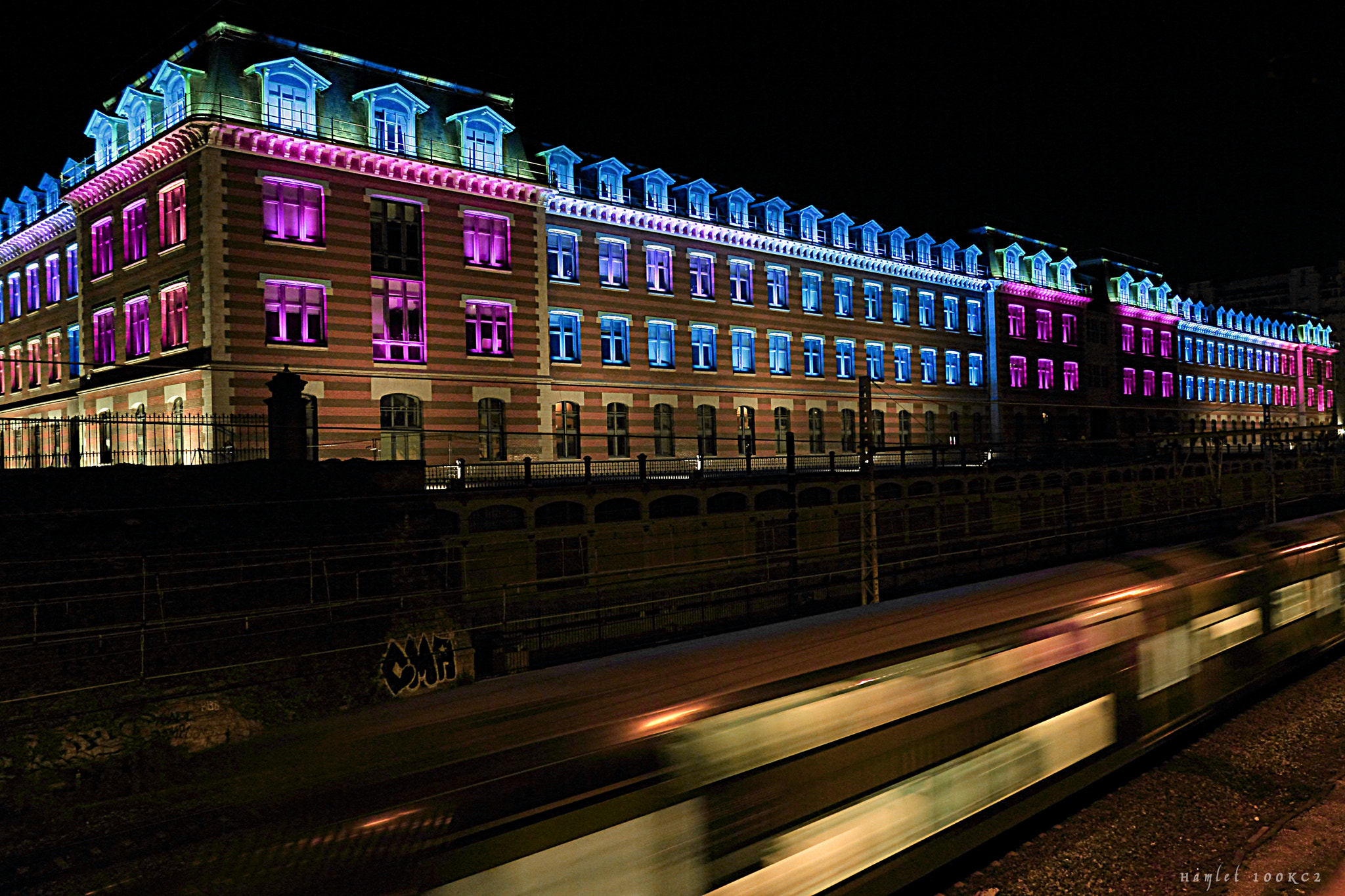
Le bâtiment illuminé la nuit

Deux œuvres du sculpteur Josef Ciesla sont implantées dans les cours :
- Welon (voilier de l'imaginaire) dans la cour nord ;
- fontaine Empreintes et Résurgences réalisée en hommage à Jean Moulin, dans la cour sud[5].

### Fête des Lumières
En 2007, le bâtiment fait l'objet d'une mise en lumière polychrome et animée à l'occasion de la fête des Lumières. Cette installation n'a jamais été démontée et s'illumine à la nuit tombée.
La Manufacture des Tabacs réintègre le programme de la Fête des Lumières en 2022, 2023 et 2024. Les projets ont été conçus par les étudiants de la licence professionnelle "Conception et Management en Eclairage" de l'iaelyon, accompagnés de partenaires pour chaque édition.
- édition 2022 - installation « Luminous Book – La Manu à livre ouvert »[9]
- édition 2023 - installation « Résistance(s). La liberté en Lumière(s) », en hommage à Jean Moulin[10],[11]
- édition 2024 - installation « La Manu fait son cinéma », 130 ans du cinématographe en 2025[12],[13],[14]